# Herzeele
Herzeele (flämisch: Herzele) ist eine französische Gemeinde mit 1.627 Einwohnern (Stand: 1. Januar 2022) im Département Nord in der Region Hauts-de-France. Sie gehört zum Arrondissement Dunkerque und zum Kanton Wormhout. Die Einwohner werden Herzeelois genannt.

## Geographie
Die Gemeinde Herzeele liegt an der Yser, etwa 19 Kilometer südsüdöstlich von Dünkirchen und fünf Kilometer westlich der Grenze zu Belgien. Umgeben wird Herzeele von den Nachbargemeinden Bambecque im Norden, Houtkerque im Osten, Winnezeele im Südosten und Süden, Oudezeele im Süden sowie Wormhout im Westen.
Die Autoroute A25 durchquert die Gemeinde.

## Bevölkerungsentwicklung
| Jahr                       | 1962 | 1968 | 1975 | 1982 | 1990 | 1999 | 2006 | 2013 | 2020 |
| Einwohner                  | 1216 | 1171 | 1118 | 1111 | 1210 | 1293 | 1396 | 1580 | 1642 |
| Quellen: Cassini und INSEE |      |      |      |      |      |      |      |      |      |

## Sehenswürdigkeiten

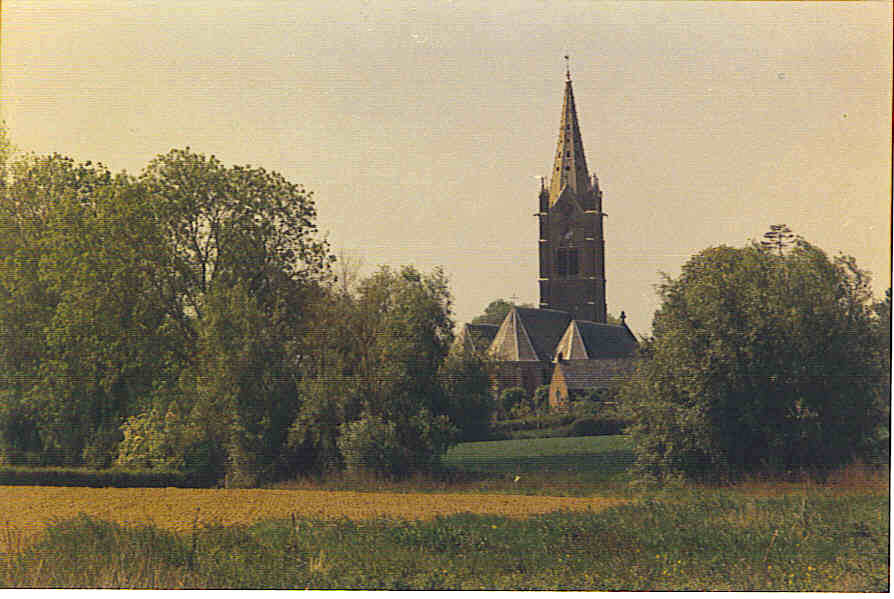
Kirche Notre-Dame-de-l'Assomption
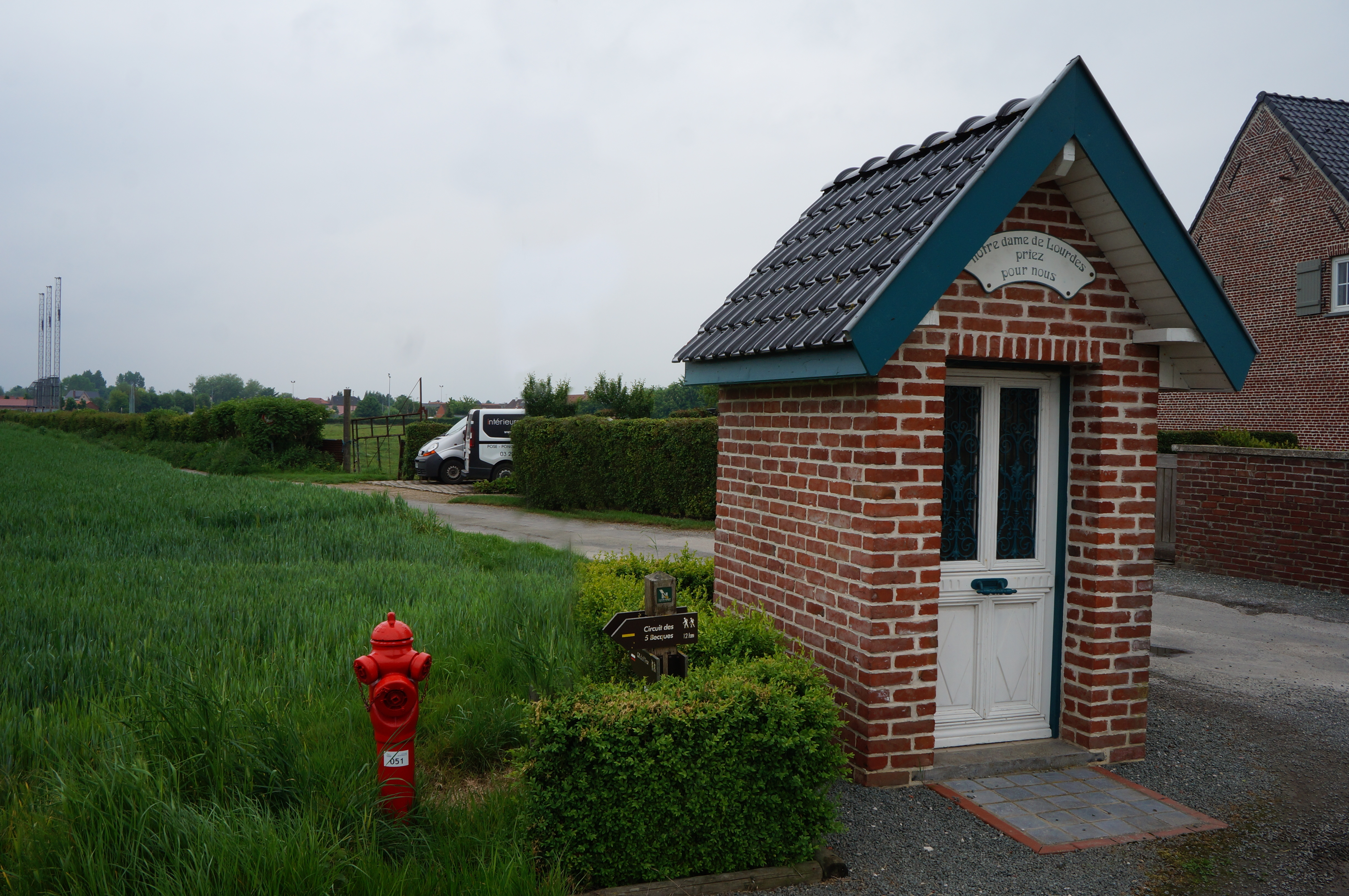
Kapelle Notre-Dame-de-Lourdes

- Kirche Notre-Dame-de-l'Assomption
- Kapelle Notre-Dame-de-Lourdes